# KinKi Kids Concert 2013-2014「L」
『KinKi Kids Concert 2013-2014「L」』(キンキキッズ コンサート 2013-2014「エル」)は、KinKi Kidsの18作目の映像作品、および15作目のライブビデオ。2014年10月22日にジャニーズ・エンタテイメントから発売。
13thアルバム『L album』を携え、2013年12月22日から2014年1月1日に行われたツアー『KinKi Kids Concert 2013-2014「L」』から最終公演の1月1日東京公演を収録。

## 特典・仕様
初回限定盤
- 本編MCを収録
- 2枚組、三方背ケース入り
- 52Pブックレット

通常盤
- Wアンコール、Documentary & Interview、フルアニメーションのMusic Clip「スピード」を収録。
- 2枚組
- 12Pブックレット

## 収録曲

### 初回盤

#### Disc1（初回盤）
1. Opening Documentary
2. OVERTURE
3. Cool Beauty
4. 3-2-1
5. 99%LIBERTY
6. 硝子の少年
7. まだ涙にならない悲しみが
8. INTER
9. WELCOME
10. 命のキセキ
11. ウタカタ
12. Morning Glory
13. スピード
14. 全部だきしめて
15. (MC)

#### Disc2（初回盤）
1. Glorious Days 〜ただ道を探してる
2. むくのはね
3. 恋は匂へと散りぬるを
4. i love you
5. Tomorrow Again
6. もう君以外愛せない
7. INTER
8. ビロードの闇
9. Destination
10. Secret Code
11. 愛のかたまり
12. Candle Night
13. Candle Night CHASER

(ENCORE)
1. スワンソング
2. やめないで,PURE
3. 雨のMelody
4. to Heart
5. 永遠のBLOODS
6. フラワー

### 通常盤

#### Disc1（通常盤）
1. Opening Documentary
2. OVERTURE
3. Cool Beauty
4. 3-2-1
5. 99%LIBERTY
6. 硝子の少年
7. まだ涙にならない悲しみが
8. INTER
9. WELCOME
10. 命のキセキ
11. ウタカタ
12. Morning Glory
13. スピード
14. 全部だきしめて
15. Glorious Days 〜ただ道を探してる
16. むくのはね
17. 恋は匂へと散りぬるを
18. i love you
19. Tomorrow Again
20. もう君以外愛せない
21. INTER
22. ビロードの闇
23. Destination
24. Secret Code
25. 愛のかたまり
26. Candle Night
27. Candle Night CHASER

#### Disc2（通常盤）(ENCORE)
1. スワンソング
2. やめないで,PURE
3. 雨のMelody
4. to Heart
5. 永遠のBLOODS
6. フラワー

(W ENCORE)
- Anniversary/Documentary & Interview

(SPECIAL REEL)
- スピード Music clip

## チャート成績
DVDは初週3.5万枚、Blu-rayは自己最高の初週4.3万枚を売り上げ、2014年11月3日付オリコン週間総合DVD、BDランキングで共に1位を記録。音楽DVDとBDの週間売上枚数を合算した週間総合ミュージックDVD・BDランキングでも1位となり、映像ランキング3冠を達成した。 